# GnomeVFS
GnomeVFS é um nome curto para GNOME Virtual File System, um sistema de arquivos virtual para o GNOME. O sistema de arquivo provê uma camada de abstração para leitura, escrita e execução de arquivos. Foi inicialmente usado pelo gerenciador de arquivos Nautilus e por aplicações da plataforma GNOME (antes do GNOME 2.22).
Uma causa de confusão é o fato de que a abstração usada pelo núcleo Linux também é chamada de camada de sistema de arquivos virtual (VFS); no entanto, isto é em baixo nível. 
Um substituto chamado en:GVFS está atualmente em desenvolvimento. Este também permite que partições sejam sejam montadas através do FUSE. 
Desde abril de 2008 o projeto GNOME tem declarado GnomeVFS deprecated em favor de en:GVFS e GIO, requisitando que desenvolvedores não usem ele em suas aplicações.